# Liga dos Campeões da África de 2011 - Fases de Qualificação
Esta página apresenta os sumários das partidas das fases preliminares classificatórias para a fase de grupos da Liga dos Campeões da África de 2011.
O calendário da competição foi apresentado em Outubro de 2010 e o sorteio para as três rodadas preliminares foi realizada no Cairo em 20 de dezembro de 2010.

## Fase preliminar
Esta fase é composta pelas 46 equipes que não tiveram direito de acesso direto para a primeira fase.
- 1ª rodada (jogos de ida): de 28 a 30 de janeiro de 2011
- 2ª rodada (jogos de volta): de 11 a 13 de fevereiro de 2011, de 25 a 27 de fevereiro de 2011 e de 4 a 6 de março de 2011.[3]

| 29 de Janeiro de 2011 | ASFAN | 0 - 0 | JC Abidjan | Stade Général Seyni Kountché, Niamey |
| 16:30 UTC+1           |       |       |            |                                      |

| 26 de Fevereiro de 2011 | JC Abidjan                                                      | 3 - 0 | ASFAN | Stade Robert Champroux, Abidjan |
| 15:30 UTC±0             | Laciné Traoré 36' · Djémory Coulibaly 55' · Hamadou Diabaté 57' |       |       |                                 |

JC Abidjan venceu por 3 – 0 no placar agregado e avançou para Primeira Fase.
| 30 de Janeiro de 2011 | Saint Michel d'Ouenzé | 0 - 1     | Enyimba              | Stade Alphonse Massemba-Débat, Brazzaville |
| 15:30 UTC+1           |                       | Relatório | Nnaemeka Anyanwu 40' |                                            |

| 13 de Fevereiro de 2011 | Enyimba                                 | 2 – 0     | Saint Michel d'Ouenzé | Enyimba International Stadium, Aba |
| 16:00 UTC+1             | John Lawrence 17' · Victor Barnabas 45' | Relatório |                       |                                    |

Enyimba venceu por 3 – 0 no placar agregado e avançou para Primeira Fase.
| 30 de Janeiro de 2011 | US Bitam | 0 - 0 | Les Astres | Stade Gaston Peyrille, Bitam |
| 14:00 UTC+1           |          |       |            |                              |

| 5 de Março de 2011 | Les Astres | 0 - 0 | US Bitam | Stade de la Réunification, Douala |
| 15:00 UTC+1        |            |       |          |                                   |

|  |       | Penalidades |
|  | 3 – 5 |             |

Placar agregado 0 – 0.  US Bitam venceu nos pênaltis e avançou para Primeira Fase.
| 30 de Janeiro de 2011 | Olympic Real de Bangui | 1 - 1     | MC Alger              | Barthelemy Boganda Stadium, Bangui |
| 16:00 UTC+1           | Kellebonin 90+2'       | Relatório | Abdelmalek Mokdad 28' |                                    |

| 11 de Fevereiro de 2011 | MC Alger                                 | 2 – 0     | Olympic Real de Bangui | Stade Rouïba, Rouïba |
| 16:00 UTC+1             | Nassim Bouchema 23' · Mohamed Derrag 51' | Relatório |                        |                      |

MC Alger venceu por 3 – 1 no placar agregado e avançou para Primeira Fase.
|  | Inter Luanda | w/o | Township Rollers |  |
|  |              |     |                  |  |

Inter Luanda classificou-se para a Primeira Fase depois da equipe do Township Rollers ser suspensa pela CAF.
| 30 de Janeiro de 2011 | East End Lions | 0 - 2 | Djoliba                 | Brookfields National Stadium, Freetown |
| 15:00 UTC±0           |                |       | Aliou Bagayoko 66', 82' |                                        |

| 6 de Março de 2011 | Djoliba                                | 2 – 0 | East End Lions | Complex Sportif Hérémakono, Bamako |
| 16:30 UTC±0        | Ousmane Cissé 32' · Amadou Karembé 80' |       |                |                                    |

Djoliba venceu por 4 – 0 no placar agregado e avançou para Primeira Fase.
| 30 de Janeiro de 2011 | Diaraf             | 1 - 1     | Ports Authority | Stade Demba Diop, Dakar |
| 16:00 UTC±0           | Ibrahima Ndoye 88' | Relatório | Hatab Badji 51' |                         |

| 12 de Fevereiro de 2011 | Ports Authority | 0 – 2 | Diaraf                                  | Serrekunda East Mini-Stadium, Serrekunda |
| 16:30 UTC±0             |                 |       | Babacar Ndiour 32' · Pape Maka Sarr 82' |                                          |

Diaraf venceu por 3 – 1 no placar agregado e avançou para Primeira Fase.
| 30 de Janeiro de 2011 | ASPAC                 | 1 - 0     | Deportivo Mongomo | Stade de l'Amitié, Cotonou |
| 16:00 UTC+1           | Hyacinthe Sèwanou 32' | Relatório |                   |                            |

| 12 de Fevereiro de 2011 | Deportivo Mongomo | 1 – 1 | ASPAC                 | Estadio La Libertad, Bata |
| 15:30 UTC+1             | Junior 13'        |       | William Dassagaté 37' |                           |

ASPAC venceu por 2 – 1 no placar agregado e avançou para Primeira Fase.
| 30 de Janeiro de 2011 | ASEC Mimosas | 7 - 0     | CF Cansado | Stade Robert Champroux, Abidjan |
| 16:00 UTC±0           | Robert Sankara 3' · Patrick N'doua 15' · Adama Bakayoko 21', 28', 84' · Zahui Okou 77' · Jean Imère Yao Krizo 87' | Relatório |            |                                 |

| 26 de Fevereiro de 2011 | CF Cansado | 0 – 2 | ASEC Mimosas                                     | Stade Olympique, Nouakchott |
| 16:30 UTC±0             |            |       | Jean Jacques Bougouhi 37' · Antoine N'Gossan 87' |                             |

ASEC Mimosas venceu por 9 – 0 no placar agregado e avançou para Primeira Fase.
| 30 de Janeiro de 2011 | Motor Action | 0 - 1     | CNaPS Sport            | Rufaro Stadium, Harare |
| 15:00 UTC+2           |              | Relatório | Yvan Rajoarimanana 90' |                        |

| 13 de Fevereiro de 2011 | CNaPS Sport | 0 – 1 | Motor Action           | Mahamasina Municipal Stadium, Antananarivo |
| 14:30 UTC+3             |             |       | Kudakwashe Musharu 80' |                                            |

|  |       | Penalidades |
|  | 3 – 4 |             |

Placar agregado 1 – 1.  Motor Action venceu nos pênaltis e avançou para Primeira Fase.
| 28 de Janeiro de 2011 | Raja Casablanca | 10 – 1    | Tourbillon        | Stade Mohamed V, Casablanca |
| 20:00 (UTC±0)         | Abdessamad Ouhakki 10' · Hassan Tair 13', 29', 50' · Ismail Belmaalam 19' · Bouchaib El Moubarki 25' · Mohsine Moutouali 33' · Hicham Aboucherouane 63' · Lanciné Koné 68' · Hassan Souari 82' | Relatório | Habib Mahamat 67' |                             |

|  | Tourbillon | w/o | Raja Casablanca |  |
|  |            |     |                 |  |

Raja Casablanca avançou a Primeira Fase após a equipe do Tourbillon retirar-se da competição depois do 1º jogo.
| 29 de Janeiro de 2011 | Ulinzi Stars | 0 - 4     | Zamalek                                                                                          | Nyayo National Stadium, Nairobi |
| 16:00 UTC+3           |              | Relatório | Mahmoud Fathalla 61' (pen) · Hassan Mostafa 69' · Mohamed Amine Aoudia 76' · Ibrahim Salah 90+1' |                                 |

| 27 de Fevereiro de 2011 | Zamalek       | 1 – 0 | Ulinzi Stars | Cairo Military Academy Stadium, Cairo |
| 17:30 UTC+2             | Shikabala 58' |       |              |                                       |

Zamalek venceu por 5 – 0 no placar agregado e avançou para Primeira Fase.
| 29 de Janeiro de 2011 | APR                                       | 2 - 2     | Club Africain                           | Stade Amahoro, Kigali |
| 15:30 UTC+2           | Alfred Ngabo 43' · Eugene Twite 75' (pen) | Relatório | Khaled Melliti 16' · Hamza Messaadi 44' |                       |

| 4 de Março de 2011 | Club Africain                                                                             | 4 – 0     | APR | Stade 7 November, Radès |
| 15:00 UTC+1        | Bilel Ifa 20' · Wissem Ben Yahia 49' (pên) · Ezechiel Ndouassel 73' · Youssef Mouihbi 75' | Relatório |     |                         |

Club Africain venceu por 6 – 2 no placar agregado e avançou para Primeira Fase.
| 30 de Janeiro de 2011 | Recreativo Caála  | 2 - 0 | Saint-George SA | Estádio dos Kuricutelas, Huambo |
| 15:00 UTC+01:00       | Paizinho 28', 71' |       |                 |                                 |

| 13 de Fevereiro de 2011 | Saint-George SA | 1 – 0 | Recreativo Caála | Addis Abeba Stadium, Addis Abeba |
| 16:00 UTC+3             | Adane Girma 28' |       |                  |                                  |

Recreativo Caála venceu por 2 – 1 no placar agregado e avançou para Primeira Fase.
| 29 de Janeiro de 2011 | Elan Club | 0 - 0 | Simba | Stade de Beaumer, Moroni |
| 15:00 UTC+3           |           |       |       |                          |

| 12 de Fevereiro de 2011 | Simba                                                        | 4 – 2     | Elan Club                                     | Uhuru Stadium, Dar-es-Salaam |
| 16:00 UTC+3             | Mbwana Samata 45', 56' · Patrick Ochan 47' · Amri Kiemba 71' | Relatório | Madaha Mohamed 43' · Abdoulkarim Sandjema 63' |                              |

Simba venceu por 4 – 2 no placar agregado e avançou para Primeira Fase.
| 30 de Janeiro de 2011 | Mighty Barrolle  | 1 - 2     | Kano Pillars                          | Doris Williams Stadium, Buchanan |
| 16:00 UTC±0           | Harris Jimmy 80' | Relatório | Morris Chigozie 26' · Sheriff Isa 65' |                                  |

| 12 de Fevereiro de 2011 | Kano Pillars       | 1 – 0     | Mighty Barrolle | Sani Abacha Stadium, Kano |
| 16:00 UTC+1             | Gambo Mohammed 29' | Relatório |                 |                           |

Kano Pillars venceu por 3 – 1 no placar agregado e avançou para Primeira Fase.
| 30 de Janeiro de 2011 | Wydad Casablanca                                   | 3 - 0 | Aduana Stars | Stade Mohamed V, Casablanca |
| 17:00 UTC±0           | Abderahim Benkhajjan 8' · Mouhcine Iajour 18', 43' |       |              |                             |

| 27 de Fevereiro de 2011 | Aduana Stars                  | 1 – 0 | Wydad Casablanca | Agyeman Badu Stadium, Dormaa Ahenkro |
| 15:00 UTC±0             | Bernard Dong Bortey 35' (pên) |       |                  |                                      |

Wydad Casablanca venceu por 3 – 1 no placar agregado e avançou para Primeira Fase.
| 30 de Janeiro de 2011 | Fello Star             | 1 - 1     | ASFA Yennenga | Stade Régional Saifoullaye Diallo, Labé |
| 16:30 UTC±0           | Diallo Alpha Bacar 60' | Relatório | Aly Babo 4'   |                                         |

| 12 de Fevereiro de 2011 | ASFA Yennenga                                         | 3 – 0 | Fello Star | Stade du 4-Août, Ouagadougou |
| 16:00 UTC±0             | Issa Gouo 12' · Solomon Asante 41' · Abasse Bundu 69' |       |            |                              |

ASFA Yennenga venceu por 4 – 1 no placar agregado e avançou para Primeira Fase.
| 30 de Janeiro de 2011 | Vital'O                              | 2 - 2 | Cotonsport                           | Prince Louis Rwagasore Stadium, Bujumbura |
| 15:30 UTC+2           | Tambwe Amissi 20' · Sutche Wambo 25' |       | Jacques Haman 41' · Osmaila Baba 73' |                                           |

| 5 de Março de 2011 | Cotonsport        | 1 – 1     | Vital'O      | Stade Omnisports Roumde-Adja, Garoua |
| 15:00 UTC+1        | Jacques Haman 1T' | Relatório | Ndissayé 2T' |                                      |

Placar agregado 3 – 3. Cotonsport avançou para Primeira Fase por ter marcado mais gols na casa do adversário.
| 30 de Janeiro de 2011 | Zanzibar Ocean View | 1 - 1 | AS Vita Club  | Amaan Stadium, Zanzibar City |
| 20:30 UTC+3           | 88' (g.c.)          |       | M'Fongang 76' |                              |

| 27 de Fevereiro de 2011 | AS Vita Club                  | 3 – 0 | Zanzibar Ocean View | Stade des Martyrs, Kinshasa |
| 15:30 UTC+1             | Magola 42' · Sarkozy 70', 89' |       |                     |                             |

AS Vita Club venceu por 4 – 1 no placar agregado e avançou para Primeira Fase.
| 30 de Janeiro de 2011 | Supersport United                            | 2 - 0     | Matlama | Peter Mokaba Stadium, Polokwane |
| 15:30 UTC+2           | Jabulani Maluleke 59' · Tebogo Langerman 73' | Relatório |         |                                 |

| 13 de Fevereiro de 2011 | Matlama                                      | 2 – 1     | Supersport United | Setsoto Stadium, Maseru |
| 15:00 UTC+2             | Litsepe Marabe 55' · Motlalepula Chabeli 59' | Relatório | Fikru Lemessa 19' |                         |

Supersport United venceu por 3 – 2 no placar agregado e avançou para Primeira Fase.
| 30 de Janeiro de 2011 | Young Buffaloes                                               | 3 - 0 | St Michel United | Mavuso Sports Centre, Manzini |
| 15:00 UTC+2           | Vusi Thumbatha 5' · Ndoda Mthethwa 59' · Sibusiso Dlamini 67' |       |                  |                               |

| 13 de Fevereiro de 2011 | St Michel United | 2 – 1  | Young Buffaloes     | Stade Linité, Victoria |
| 16:30 UTC+4             | ? 1T' · ? 2T'    | Report | Sibuiso Dlamini 45' |                        |

Young Buffaloes venceu por 4 – 2 no placar agregado e avançou para Primeira Fase.
| 29 de Janeiro de 2011 | ZESCO United                                               | 3 - 0 | Liga Muçulmana | Arthur Davies Stadium, Kitwe |
| 15:00 UTC+2           | Humprey Luputa 6' · Jackson Mwanza 18' · Nicholas Zulu 90' |       |                |                              |

| 12 de Fevereiro de 2011 | Liga Muçulmana                           | 2 – 1     | ZESCO United       | Estádio Da Liga Muçulmana, Matola |
| 15:00 UTC+2             | Manuel Mablango 25' · Dário Monteiro 69' | Relatório | Portipher Zulu 37' |                                   |

ZESCO United venceu por 4 – 2 no placar agregado e avançou para Primeira Fase.

## Primeira Fase
Esta fase é composta por 32 equipes; As 23 equipes que se classificaram da Fase Preliminar, mais 9 equipes pré-classificadas para esta fase.
- 1ª rodada (jogos de ida): de 18 a 20 de março de 2011
- 2ª rodada (jogos de volta): de 1 a 3 de abril de 2011

|  | JC Abidjan | WO | Ittihad |  |
|  |            |    |         |  |

Ittihad avançou para a Segunda Fase. A eliminatória seria disputada em partida única e local neutro (Bamako, Mali), devido a crises políticas na Líbia e Costa do Marfim, em 3 de Abril, mas não foi realizada. JC Abidjan resolveu retirar-se da competição.
| 20 de Março de 2011 | US Bitam | 0 - 0 | Enyimba | Stade Gaston Peyrille, Bitam |
| 14:00 UTC+1         |          |       |         |                              |

| 3 de Abril de 2011 | Enyimba                                          | 2 - 1     | US Bitam | Enyimba International Stadium, Aba |
| 16:00 UTC+1        | Victor Barnabas ?' (pên) · Josiah Madubuchi 90+' | Relatório | ? 29'    |                                    |

Enyimba venceu por 2 – 1 no placar agregado e avançou para Segunda Fase.
| 20 de Março de 2011 | Dynamos                                                                               | 4 - 1     | MC Alger          | Rufaro Stadium, Harare |
| 15:00 UTC+2         | Guthrie Zhokinyi 17' · Roderick Mutuma 45+2' · Denver Mukamba 76' · Farai Vimisai 83' | Relatório | Réda Babouche 88' |                        |

| 3 de Abril de 2011 | MC Alger                                               | 3 - 0     | Dynamos | Estádio Omar Hammadi, Argel |
| 19:00 UTC+1        | Brahim Bedbouda 41', 90' · Abdelmalek Mokdad 76' (pên) | Relatório |         |                             |

Placar agregado 4 – 4. MC Alger avançou para Segunda Fase por ter marcado mais gols na casa do adversário.
| 19 de Março de 2011 | Al-Merreikh                               | 2 - 0     | Inter Luanda | Estádio de Merreikh, Ondurmã |
| 20:00 UTC+3         | Mohamed Osman Hanno 16' · Faisal Agab 86' | Relatório |              |                              |

| 2 de Abril de 2011 | Inter Luanda                                   | 2 - 0     | Al-Merreikh | Estádio Joaquim Dinis, Luanda |
| 15:30 UTC+1        | Manucho Barros 15' · Pedro Henriques 40' (pên) | Relatório |             |                               |

|  |       | Penalidades |
|  | 3 – 2 |             |

Placar agregado 2 – 2.  Inter Luanda venceu nos pênaltis e avançou para Segunda Fase.
| 20 de Março de 2011 | Diaraf                                       | 3 - 0 | Djoliba | Stade Demba Diop, Dakar |
| 17:00 UTC±0         | Djibril Sidibé 7', 69' · Ibrahima N'Doye 42' |       |         |                         |

| 2 de Abril de 2011 | Djoliba           | 1 - 1     | Diaraf             | Complex Sportif Hérémakono, Bamako |
| 17:00 UTC±0        | Moussa Diallo 58' | Relatório | Moussa N'Diaye 72' |                                    |

Diaraf venceu por 4 – 1 no placar agregado e avançou para Segunda Fase.
| 19 de Março de 2011 | Espérance ST                                                                                | 5 - 0 | ASPAC | Stade 7 November, Tunis |
| 16:00 UTC+1         | Youssef Msakni 8', 15' · Dramane Traoré 12' · Singbo Maxim 25' (g.c.) · Oussama Darragi 32' |       |       |                         |

| 3 de Abril de 2011 | ASPAC                                   | 2 - 0 | Espérance ST | Stade René Pleven d'Akpakpa, Cotonou |
| 16:00 UTC+1        | Adam Wahidi 38' · Moukaïla Bouraïma 76' |       |              |                                      |

Espérance ST venceu por 5 – 2 no placar agregado e avançou para Segunda Fase.
| 19 de Março de 2011 | Motor Action | 0 - 0 | ASEC Mimosas | Rufaro Stadium, Harare |
| 15:00 UTC+2         |              |       |              |                        |

|  |       | Penalidades |
|  | 2 – 4 |             |

ASEC Mimosas vence nos pênaltis e classifica-se para a Segunda Fase. Eliminatória disputada em jogo único devido a instabilidade política na Costa do Marfim.
| 19 de Março de 2011 | Stade Malien               | 2 - 1 | Raja Casablanca         | Stade Modibo Kéïta, Bamako |
| 16:30 UTC±0         | Mamadou Coulibaly 44', 54' |       | Bouchaib El Moubarki 7' |                            |

| 2 de Abril de 2011 | Raja Casablanca          | 1 - 0     | Stade Malien | Stade Mohamed V, Casablanca |
| 20:00 UTC+1        | Mamadou Baila Traoré 40' | Relatório |              |                             |

Placar agregado 2 – 2. Raja Casablanca avançou para Segunda Fase por ter marcado mais gols na casa do adversário.
| 20 de Março de 2011 | Club Africain                                                                   | 4 - 2 | Zamalek                          | Stade 7 November, Tunis |
| 15:30 UTC+1         | Ezechiel Ndouassel 3' · Youssef Mouihbi 46' · Karim Aouadhi 53' · Bilel Ifa 86' |       | Shikabala 30' · Ahmed Gaafar 79' |                         |

| 2 de Abril de 2011 | Zamalek                                      | Abandono de jogo | Club Africain        | Cairo International Stadium, Cairo |
| 16:00 UTC+2        | Mahmoud Fathallah 29' · Hussein Yasser 45+2' | Relatório        | Wissem Ben Yahya 38' |                                    |

Segundo jogo da eliminatória, abandonado aos 90+5 minutos com Zamalek vencendo por 2-1 (Club Africain vencendo por 5-4 no placar agregado), quando torcedores do Zamalek invadiram o gramado.  Club Africain  avançou para Segunda Fase.
| 20 de Março de 2011 | Al-Hilal                                 | 3 - 0 | Recreativo Caála | Estádio de Hilal, Ondurmã |
| 20:00 UTC+3         | Osama Ali 22' · Mudathir Eltaib 55', 80' |       |                  |                           |

| 2 de Abril de 2011 | Recreativo Caála | 1 - 1 | Al-Hilal           | Estádio dos Kuricutelas, Huambo |
| 16:00 UTC+1        | Paizinho 28'     |       | Edward Sadomba 68' |                                 |

Al-Hilal venceu por 4 – 1 no placar agregado e avançou para Segunda Fase.
| 20 de Março de 2011 | TP Mazembe                                                      | 3 - 1     | Simba             | Stade Frederic Kibassa Maliba, Lubumbashi |
| 15:30 UTC+2         | Milota Kabangu 11' · Narcisse Ekanga 30' · Dioko Kaluyituka 64' | Relatório | Emmanuel Okwi 75' |                                           |

| 3 de Abril de 2011 | Simba                               | 2 - 3 | TP Mazembe                                      | Benjamin Mkapa National Stadium, Dar-es-Salaam |
| 15:30 UTC+3        | Shija Mkina 59' · Mbwana Samata 68' |       | Given Singuluma 17' · Dioko Kaluyituka 64', 72' |                                                |

TP Mazembe venceu por 6 – 3 no placar agregado e avançou para Segunda Fase.
| 20 de Março de 2011 | Wydad Casablanca         | 2 - 0 | Kano Pillars | Stade Mohamed V, Casablanca |
| 19:00 UTC±0         | Fabrice N'Guessi 8', 84' |       |              |                             |

| 3 de Abril de 2011 | Kano Pillars | 0 - 0     | Wydad Casablanca | Sani Abacha Stadium, Kano |
| 14:00 UTC+1        |              | Relatório |                  |                           |

Wydad Casablanca venceu por 2 – 0 no placar agregado e avançou para Segunda Fase.
| 19 de Março de 2011 | ES Sétif                                | 2 - 0     | ASFA Yennenga | Stade 8 Mai 1945, Sétif |
| 19:00 UTC+1         | Nabil Hemani 8' · Lazhar Hadj Aïssa 47' | Relatório |               |                         |

| 3 de Abril de 2011 | ASFA Yennenga           | 3 - 4 | ES Sétif                                                                    | Stade du 4-Août, Ouagadougou |
| 15:30 UTC±0        | ? 66' · ? 74' · ? 90+2' |       | Nabil Hemani 29', 83' · Lazhar Hadj Aïssa 45+1' · Abderahmane Hachoud 90+?' |                              |

ES Sétif venceu por 6 – 3 no placar agregado e avançou para Segunda Fase.
| 20 de Março de 2011 | AS Vita Club | 0 - 1 | Cotonsport      | Stade des Martyrs, Kinshasa |
| 15:30 UTC+1         |              |       | Hilaire Momi 3' |                             |

| 3 de Abril de 2011 | Cotonsport                          | 2 - 0     | AS Vita Club | Stade Omnisports Roumde-Adja, Garoua |
| 15:45 UTC+1        | Joel Babanda 35' · Hilaire Momi 80' | Relatório |              |                                      |

Cotonsport venceu por 3 – 0 no placar agregado e avançou para Segunda Fase.
| 18 de Março de 2011 | Al-Ahly                                 | 2 - 0     | Supersport United | Cairo International Stadium, Cairo |
| 17:30 UTC+2         | Osama Hosny 3' · Dominique Da Silva 84' | Relatório |                   |                                    |

| 2 de Abril de 2011 | Supersport United     | 1 - 0     | Al-Ahly | Peter Mokaba Stadium, Polokwane |
| 20:15 UTC+2        | Jabulani Maluleke 28' | Relatório |         |                                 |

Al-Ahly venceu por 2 – 1 no placar agregado e avançou para Segunda Fase.
| 19 de Março de 2011 | ZESCO United                                                         | 5 - 0 | Young Buffaloes | Dag Hammarskjöld Stadium, Ndola |
| 15:00 UTC+2         | Alfred Luputa 5', 10', 80' · Kangwa Chileshe 15' · Nicholas Zulu 70' |       |                 |                                 |

| 2 de Abril de 2011 | Young Buffaloes | 0 - 2     | ZESCO United                            | Mavuso Sports Centre, Manzini |
| 16:00 UTC+2        |                 | Relatório | Kangwa Chileshe 47' · Luputa Alfred 78' |                               |

ZESCO United venceu por 7 – 0 no placar agregado e avançou para Segunda Fase.

## Segunda Fase
Esta fase é composta por 16 equipes que se classificaram da Primeira Fase; Os vencedores classificam-se para a Fase de Grupos e os perdedores classificam-se para o play-off da Copa das Confederações da CAF de 2011.
1º Jogo: 22–24 de Abril de 2011; 2º Jogo: 6–8 de Maio de 2011.
| 8 de Maio de 2011 | Enyimba                   | 1 - 0     | Ittihad | Enyimba International Stadium, Aba |
| 16:00 UTC+1       | Victor Barnabas 66' (pên) | Relatório |         | Árbitro: GAM Gassama Bakary        |

Enyimba avançou para a Fase de Grupos. Al-Ittihad avançou para a Copa das Confederações da CAF de 2011 - Fases de Qualificação#Play-off para Fase de Grupos. A eliminatória foi disputada em partida única devido a situação política na Líbia.
| 23 de Abril de 2011 | Inter Luanda       | 1 - 1     | MC Alger                | Estádio Joaquim Dinis, Luanda |
| 16:00 UTC+1         | Pedro Henriques 9' | Relatório | Zinedine Bensalem 90+3' | Público: 10,000               |

| 7 de Maio de 2011 | MC Alger                                                                 | 3 - 2 | Inter Luanda             | Stade 5 Juillet 1962, Argel |
| 19:00 UTC+1       | Youssef Sofiane 5' · Abdelmalek Mokdad 45+2' · Brahim Bedbouda 89' (pên) |       | Pedro Henriques 43', 67' |                             |

MC Alger venceu por 4-3 no placar agregado e avançou para a Fase de Grupos. Inter Luanda avançou para a Copa das Confederações da CAF de 2011 - Fases de Qualificação#Play-off para Fase de Grupos.
| 23 de Abril de 2011 | Espérance ST                                                                                   | 5 - 0     | Diaraf | Stade El Menzah, Tunis |
| 19:10 UTC+1         | Dramane Traore 11' · Oussama Darragi 14', 32' (pên) · Idriss Mhirissi 43' · Youssef Msakni 53' | Relatório |        |                        |

| 8 de Maio de 2011 | Diaraf | 0 - 1 | Espérance ST        | Stade Demba Diop, Dakar |
| 17:00 UTC+0       |        |       | Roger Toindouba 40' |                         |

Espérance ST venceu por 6-0 no placar agregado e avançou para a Fase de Grupos. Diaraf avançou para a Copa das Confederações da CAF de 2011 - Fases de Qualificação#Play-off para Fase de Grupos.
| 7 de Maio de 2011 | Raja Casablanca       | 1 - 1 | ASEC Mimosas       | Stade Mohamed V, Casablanca |
| 21:00 UTC+1       | Mohsine Moutouali 90' |       | Adama Bakayoko 57' |                             |

|  |       | Penalidades |
|  | 5 – 4 |             |

Raja Casablanca venceu nos pênaltis e avançou para Fase de Grupos. ASEC Mimosas avançou para a Copa das Confederações da CAF de 2011 - Fases de Qualificação#Play-off para Fase de Grupos. A eliminatória foi disputada em partida única devido a situação política na Costa do Marfim.
| 24 de Abril de 2011 | Al-Hilal           | 1 - 0     | Club Africain | Estádio de Hilal, Ondurmã |
| 20:00 UTC+3         | Edward Sadomba 73' | Relatório |               |                           |

| 7 de Maio de 2011 | Club Africain      | Abandono de jogo | Al-Hilal           | Stade 7 November, Radès |
| 17:00 UTC+1       | Khaled Melliti 71' |                  | Edward Sadomba 18' |                         |

Segundo jogo da eliminatória abandonado aos 81 minutos com placar de 1-1 (Al-Hilal vencendo por 2-1 no placar agregado), quando torcedores do Club Africain invadiram o gramado. Al-Hilal avançou para a Fase de Grupos. Club Africain avançou para a Copa das Confederações da CAF de 2011 - Fases de Qualificação#Play-off para Fase de Grupos.
| 23 de Abril de 2011 | Wydad Casablanca     | 1 - 0     | TP Mazembe | Stade Mohamed V, Casablanca |
| 19:30 UTC+1         | Mustapha Allaoui 16' | Relatório |            | Público: 60,000             |

| 8 de Maio de 2011 | TP Mazembe                             | 2 - 0 | Wydad Casablanca | Stade Frederic Kibassa Maliba, Lubumbashi |
| 15:30 UTC+2       | Milota Kabangu 80' · Mbenza Bedi 90+3' |       |                  |                                           |

TP Mazembe venceu por 2-1 no placar agregado, mas foi posteriormente desclassificado por apresentar um jogador inelegível na primeira fase. Como resultado, o Wydad Casablanca jogará contra o representante da Tanzânia, Simba, que perdeu para o TP Mazembe na primeira fase, em um play-off extra por um lugar na fase de grupos.
| 7 de Maio de 2011 | Cotonsport                                                             | 4 - 1 | ES Sétif              | Stade Omnisports Roumde-Adja, Garoua |
| 16:00 UTC+1       | Ingwa Ambrasse 12' · Bobango 53' · Moumi Gérad 70' · Lansina Karim 86' |       | Lazhar Hadj Aïssa 34' |                                      |

| 13 de Maio de 2011 | ES Sétif                                    | 2 - 0     | Cotonsport | Stade 8 Mai 1945, Sétif |
| 16:00 UTC+1        | Bouazza Feham 17' (pên) · Hocine Metref 58' | Relatório |            |                         |

Coton Sport venceu por 4-3 no placar agregado e avançou para a Fase de Grupos. ES Sétif avançou para a Copa das Confederações da CAF de 2011 - Fases de Qualificação#Play-off para Fase de Grupos.
Nota: Primeira partida adiada a pedido da equipe do Cotonsport, que teve quatro jogadores convocados para seleção Sub-20 de Camarões para o Campeonato Africano Sub-20 de 2011 na África do Sul.
| 23 de Abril de 2011 | ZESCO United | 0 - 0     | Al-Ahly | Dag Hammarskjöld Stadium, Ndola |
| 15:00 UTC+2         |              | Relatório |         |                                 |

| 8 de Maio de 2011 | Al-Ahly             | 1 - 0     | ZESCO United | Cairo International Stadium, Cairo |
| 20:00 UTC+2       | Mohamed Barakat 66' | Relatório |              |                                    |

Al-Ahly venceu por 1-0 no placar agregado e avançou para a Fase de Grupos. ZESCO United avançou para a Copa das Confederações da CAF de 2011 - Fases de Qualificação#Play-off para Fase de Grupos.

### Play-off Extra
Em 14 de maio de 2011, a CAF anunciou que o TP Mazembe da República Democrática do Congo foi desclassificado da fase de grupos da Liga dos Campeões devido a uma queixa sobre a elegibilidade do jogador Janvier Besala Bokungu feita pela equipe tanzaniana do Simba, que perdeu para o TP Mazembe na primeira fase. Como resultado, o Comitê Organizador decidiu que o representante da fase de grupos seria determinado através de um play-off em campo neutro, entre as equipes do Simba e Wydad Casablanca, que perdeu para o TP Mazembe na segunda fase.
| 28 de Maio de 2011 | Simba | 0 - 3     | Wydad Casablanca                                                      | Petro Sport Stadium, Cairo (Egito) |
| 18:00 UTC+2        |       | Relatório | Fabrice N'Guessi 88' · Ayoub El Khaliqi 90+4' · Mouhcine Iajour 90+6' |                                    |

Wydad Casablanca avançou para a Fase de Grupos. Simba avançou para a Copa das Confederações da CAF de 2011 - Fases de Qualificação#Play-off para Fase de Grupos.